# 四氟二氧化氙
四氟二氧化氙（XeO2F4），氙的八价氟氧化物之一。
1963年，Gillespie 曾预测其为八面体构型，D4h 对称性，并且为易挥发的非极性分子。1971年被首次合成。很不稳定，遇过量六氟化氙即分解为四氟一氧化氙和氧。可通过用六氟化氙氟化二氟三氧化氙而生成，不过产率很低。